# Isle Hessner
Isle Hessner (eigentlich Lise Hessner; * 1962 in Nanortalik) ist eine grönländische Künstlerin.

## Leben
Isle Hessner studierte an der Kunstschule in Nuuk, an der Kunstakademie in Kopenhagen, der Kunstakademie in Helsinki, am Nova Scotia College of Art & Design in Halifax und an der University of Colorado Colorado Springs. Sie gilt als Pionierin zeitgenössischer grönländischer Kunst. Sie arbeitet als Bildhauerin mit Materialien wie Eisen, Holz und Beton, aber auch mit Robbenfell, Filz und Gips. Ihre Werke wurden in Gruppenausstellungen in Grönland, ganz Skandinavien, den Niederlanden, Alaska und Russland gezeigt. Zudem hatte sie Einzelausstellungen in Grönland, Island und Dänemark. Skulpturen von ihr finden sich in Halifax, Oslo, Roskilde, vorm Katuaq in Nuuk und auf der Fram.